# Conidae
Conidae (trước đây là phân họ Coninae) là một họ ốc trong liên họ Conoidea.

## Các chi
- Agathotoma
- Antiguraleus
- Asperdaphne
- Awateria
- Bactrocythara
- Bathytoma
- Benthomangelia
- Borsonella
- Brachycythara
- Clathromangelia
- Clathurella
- Conus
- Crockerella
- Cryoturris
- Curtitoma
- Cymakra
- Daphnella
- Drilliola
- Etrema
- Eubela
- Glyphostoma
- Glyphostomops
- Glyphoturris
- Glyptaesopus
- Granotoma
- Granoturris
- Gymnobela
- Heterocithara
- Ithycythara
- Kurtzia
- Kurtziella
- Kurtzina
- Liracraea
- Macteola
- Mangelia
- Maorimorpha
- Mitrolumna
- Mitromorpha
- Nannodiella
- Neoguraleus
- Nepotilla
- Obesotoma
- Oenopota
- Ophiodermella
- Phenatoma
- Platycythara
- Pleurotomella
- Propebela
- Pyrgocythara
- Rimosodaphnella
- Rubellatoma
- Saccharoturris
- Scrinium
- Stellatoma
- Stilla
- Suavodrillia
- Taranis
- Tenaturris
- Thelecythara
- Thesbia
- Tomopleura
- Typhlomangelia
- Vitricythara
- Zenepos